# Первомайський (Україна)
Первома́йський — селище Сніжнянської міської громади Горлівського району Донецької області, Україна. Розташоване за 92 км від Донецька. Відстань до Сніжного становить близько 8 км і проходить автошляхом місцевого значення.

## Населення

### Мова
Розподіл населення за рідною мовою за даними перепису 2001 року:
| Мова            | Кількість | Відсоток |
| --------------- | --------- | -------- |
| російська       | 2907      | 95.47%   |
| українська      | 128       | 4.20%    |
| інші/не вказали | 10        | 0.33%    |
| Усього          | 3045      | 100%     |

За даними перепису 2001 року населення селища становило 3045 осіб, із них 4,2 % зазначили рідною мову українську та 95,47 %— російську.